# 벤 울프
벤 울프(Ben Woolf, 1980년 9월 15일 ~ 2015년 2월 23일)는 미국의 배우, 텔레비전 배우, 영화배우이다.
포트콜린스에서 태어났으며 로스앤젤레스에서 사망하였다. 사인은 교통사고이다.

## 영화
- 테일즈 오브 할로윈 (2015년)
- 찰리 이즈 마이 달링 (2014년)
- 데드 캔자스 (2013년)
- 아메리칸 호러 스토리 시즌1 (2011년) - 미프 역